# Jason James Richter
Jason James Richter (Medford, Oregon, 29 januari 1980) is een Amerikaanse acteur die vooral bekend werd als Jesse in de films van Free Willy.

## Carrière
Op 3-jarige leeftijd verhuisde hij naar Hawaï, waar hij werd ontdekt door een Japans castingbureau dat hem inschreef voor 3 tv-programma's. In 1989 verhuisde hij naar Los Angeles waar hij zijn carrière kon voortzetten. Zijn eerste film was Free Willy, waarvoor hij uit meer dan 4000 kinderen werd uitgekozen om de rol van Jesse te spelen.

## Filmografie
- Last Rampage: The Escape of Gary Tison (2017)
- 3 Solitude Elliott (2013)
- Ricochet River - Wade (1998)
- Sabrina, the Teenage Witch - Dante (1997)
- The Setting Son - Big Bully (1997)
- Laserhawk - Zach Raymond (1997)
- Free Willy 3: The Rescue - Jesse (1997)
- The Client - Chris Love (1996)
- Free Willy 2: The Adventure Home - Jesse (1995)
- The NeverEnding Story III - Bastian Bux (1994)
- Cops and Robbers - Kevin Robberson (1994)
- Free Willy - Jesse (1993)

- Bibsys: 13041142
- Biblioteca Nacional de España: XX1101950
- Bibliothèque nationale de France: cb142205287 (data)
- Gemeinsame Normdatei: 1061488985
- International Standard Name Identifier: 0000 0000 6302 5038
- Library of Congress Control Number: no97010241
- Nationale Bibliotheek van Israël: 987007358058705171
- Nederlandse Thesaurus van Auteursnamen: 120981963
- Virtual International Authority File: 59295856
- WorldCat: E39PBJjdjxdvYGX93XQd48wt8C